# Черницк
Черницк, также Черницкий, или Черницкое — посёлок в Алтайском крае России. Входит в городской округ город Барнаул. Административно подчинён Лебяжинской сельской администрации, до 30.10.2020 Центральной сельской администрации Центрального района города Барнаула.

## География
Расположен в лесостепной зоне Западно-Сибирской равнины, на северо-востоке Приобского плато, около ленточного бора, в 15 км к юго-западу от Барнаула.

## Население
| 1997 | 1998 | 1999 | 2000 | 2001 | 2002 | 2003 | 2004 | 2005 |
| ---- | ---- | ---- | ---- | ---- | ---- | ---- | ---- | ---- |
| 521  | ↗581 | →581 | ↗618 | ↘604 | ↗614 | ↗663 | ↗694 | ↗704 |
| 2006 | 2007 | 2008 | 2009 | 2010 | 2011 | 2012 | 2013 |      |
| ↗706 | ↗724 | ↗731 | ↗773 | ↘759 | ↗764 | ↗804 | ↗822 |      |

Национальный состав
Согласно результатам переписи 2002 года, в национальной структуре населения русские составляли 96 % от 668 чел.

## Инфраструктура
Имеются: почта, магазины, школа, детский сад, фельдшерско-акушерский пункт, рядом с посёлком — городское Черницкое кладбище, в одном километре от посёлка есть посадочная станция.

## Транспорт
Черницк доступен автомобильным и железнодорожным транспортом.
Проходит автодорога «Калманка — Новороманово — Лебяжье» (идентификационный номер 01 ОП РЗ 01К-59).
Остановочный пункт Черницкий на ж.-д. линии Барнаул — Рубцовск.